# Henk Timmer
Hendrik Timmer (Hierden, 1971. december 3.) holland válogatott labdarúgó, aki kapusként tevékenykedett.

## Pályafutása

### Klubcsapatok
11 éven keresztül volt a Eerste Divisie-ben szereplő FC Zwolle játékosa. 2000-ben átigazolt az élvonalbeli AZ csapatába. Itt debütált a holland élvonalban, majdnem 29 évesen. Kölcsönben szerepelt a Feyenoord és az AFC Ajax csapatában.
2003-ban visszatért az AZ Alkmaarhoz, majd három éven keresztül szilárd kezdő játékosa volt a klubnak. A 2005/06-os szezonban a 2. helyen végeztek a bajnokságban. A 2006/07-es holland kupában az Ajax Amsterdam ellen tizenegyesekkel maradtak alul, így csak döntősek voltak.
2006 nyarán visszatért a Feyenoordhoz, miután Louis van Gaal csökkentette a játékos keretet az Alkmaar csapatában.
A 2008/09-es szezonban, 38 évesen visszavonult, miután segítette a Feyenoordot a 7. helyen végezni a bajnokságban. 2010 márciusában a SC Heerenveen csapatába igazolt, miután a klubnak mind a három kapusa sérült volt. A szezon végéig aláírt a klubhoz. A 11. helyen végeztek a bajnokságban és 9 mérkőzésen áll a gólvonalon, mielőtt júniusban visszavonult.

### Válogatott
2005 februárjáig kellett várnia az első behívóra a Holland válogatottba, Marco van Basten hívta be egy barátságos mérkőzésre a Török válogatott ellen, Birminghamben. 2005. november 12-én debütált az olaszok ellen 1-3-ra elvesztett mérkőzésen.
Rész vett a 2006-os labdarúgó-világbajnokságon és a 2008-as labdarúgó-Európa-bajnokságon. 7 alkalommal húzhatta magára a válogatott mezét.

## Statisztika
| Szezon                  | Klub       | Bajnokság      | Mérkőzés | Gólok |
| ----------------------- | ---------- | -------------- | -------- | ----- |
| 1989/90                 | PEC Zwolle | Eerste Divisie | 1        | 0     |
| 1990/91                 | FC Zwolle  | Eerste Divisie | 0        | 0     |
| 1991/92                 | FC Zwolle  | Eerste Divisie | 16       | 0     |
| 1992/93                 | FC Zwolle  | Eerste Divisie | 33       | 0     |
| 1993/94                 | FC Zwolle  | Eerste Divisie | 34       | 0     |
| 1994/95                 | FC Zwolle  | Eerste Divisie | 34       | 0     |
| 1995/96                 | FC Zwolle  | Eerste Divisie | 33       | 0     |
| 1996/97                 | FC Zwolle  | Eerste Divisie | 34       | 0     |
| 1997/98                 | FC Zwolle  | Eerste Divisie | 32       | 0     |
| 1998/99                 | FC Zwolle  | Eerste Divisie | 34       | 0     |
| 1999/00                 | FC Zwolle  | Eerste Divisie | 34       | 0     |
| 2000/01                 | AZ         | Eredivisie     | 30       | 0     |
| 2001/02                 | Feyenoord  | Eredivisie     | 2        | 0     |
| 2002/03                 | Ajax       | Eredivisie     | 2        | 0     |
| 2003/04                 | AZ         | Eredivisie     | 34       | 0     |
| 2004/05                 | AZ         | Eredivisie     | 34       | 0     |
| 2005/06                 | AZ         | Eredivisie     | 32       | 0     |
| 2006/07                 | Feyenoord  | Eredivisie     | 32       | 0     |
| 2007/08                 | Feyenoord  | Eredivisie     | 32       | 0     |
| 2008/09                 | Feyenoord  | Eredivisie     | 30       | 0     |
| 2009/10                 | Heerenveen | Eredivisie     | 9        | 0     |
|                         |            | Összesem       | 522      | 0     |
| 2010. július 1-ei adat. |            |                |          |       |